# Янссон, Ян
 Андрес Ян Уве Янссон (швед. Anders Jan Ove Jansson)- шведский футболист, играл на позиции полузащитника. Бронзовый призер Чемпионата Европы по футболу 1992

## Карьера

### Клубная Карьера
В возрасте 14 лет юный Ян начал выступать за молодежную команду Мёрбюлонга Голф из своего родного города.
Когда Яну исполнилось 17, то он дебютировал уже во взрослом футболе за «Кальмар», где провел 2 сезона, проведя 34 матча за клуб и отметившись 3 годами. Там же Ян впервые дебютировал в еврокубках. Сначала в Кубке Интертото, а затем и в Кубке УЕФА, где Янсон сыграл в обоих матчах первого круга, но несмотря на это, «Кальмар» вылетел по правилу гостевого гола от Леверкузенского «Байера». В следующем же сезоне Янссон вместе с «Кальмаром» сыграл в Кубке обладателей кубков. Где в первом раунде был побежден исландский «Акранес» (1:0), а во втором раунде случилось поражение от «Спортинга» (5:1).
В январе 1988 года Ян переходит в «Эстер» и проводит там 4 сезона. В Векшё он становится более известным футболистом, за счет своей хорошей статистики. За 127 матчей швед делает 28 голевых передач и забивает 42 гола, а так же помогая команде выиграть первый дивизион и получить повышение в высшую шведскую лигу.
В 1992 году, после Евро-92, на котором Ян хоть и не появлялся на поле, но, тем не менее был удостоен бронзовой медали за заслуги сборной Швеции. Полгода спустя, зимой, игрок перебирается в «Норрчёпинг», где будет находиться в последующие три сезона. Там он всего одиннадцать раз за 82 матча поразит ворота соперников, после чего покинет клуб.
Далее Ян отправляется за границу, в английский «Порт Вейл», где достигает вместе с клубом исторически высоких позиций. Восьмое место в Чемпионшипе являлось для Порт Вейла высочайшим достижением в послевоенный период.
В Англии Ян провел три сезона, не считая краткосрочной аренды в 1997 году, в «Норрчёпинг». За это время он отметится шестью голами в пятьдесят одном матче.
В 1999 Янссон возвращается на родину и еще два года играет за, ставший главным в своей карьере, «Норрчёпинг». После возвращения с Британских островов Ян проводит за клуб всего пятнадцать матчей и не совершив за это время ни одного результативного действия, по окончании сезона 2000/2001, в возрасте 33 лет завершает игровую карьеру.

### Карьера в сборной
Впервые Ян был вызван в шведскую сборную в октябре 1990 года. Тогда же он и дебютировал в товарищеском матче против Германии, отыграв около часа, он покинул поле, а его сборная проиграла тот матч со счетом 1:3. В течение следующих полутора лет нередко вызывался в сборную и даже появлялся на поле. До Чемпионата Европы 1992 года он сыграл еще четыре контрольных матча, против Польши, Туниса и дважды против Австралии.
На Евро он поехал в составе своей сборной и несмотря на то, что он все матчи провел на скамейке запасных, Ян все равно был удостоен бронзовой медали за успехи шведской команды.
В августе 1992 года вышел на замену в концовке товарищеского матча с Норвегией, после чего, вызовы в сборную прекратились почти на год. В следующий раз Яну удалось сыграть в футболке национальной сборной лишь в ноябре 1993. Это был его дебют в официальных матчах. Тогда встреча проходила в гостях, против сборной Австрии, это был последний матч отборочного цикла на Чемпионат мира 1994, там Ян отыграл полный матч и помог своей сборной завоевать путевку в США. В феврале сборная Швеции, в преддверии Чемпионата мира, отправилась в турне по американским странам, в течение которого там должны были быть сыграны три матча. Янссон тоже был вызван в это турне, выйдя в стартовом составе он отыграл чуть более часа в первом матче с Колумбией, а в последующих матчах Ян оставался на скамье. Это турне и стало его последним вызовом в национальную сборную.

## Достижения
Швеция
- Бронзовый призер Чемпионата Европы по футболу (1): 1992

Эстер
- Победитель Первого дивизиона Швеции по футболу (1): 1989